# Jānis Polis (Chemiker)
Jānis Polis (* 25. Juni 1938 in Eleja; † 12. April 2011 in Riga) war ein lettischer Pharmakologe.

## Leben
Jānis Polis wurde in Eleja in Lettland geboren. Er studierte ab 1961 Chemie am Polytechnischen Institut Riga. Im Jahr 1975 promovierte er, woraufhin er bis 1981 die biologische Forschungsabteilung des Instituts leitete. Von 1961 bis 1997 war er in unterschiedlichen Positionen am Institut für organische Synthese der Lettischen Akademie der Wissenschaften tätig. Er erhielt 1989 den Staatspreis der Lettischen SSR. Im Jahr 1998 wurde er pensioniert. Polis veröffentlichte etwa 95 wissenschaftliche Publikationen. Er entwickelte eine der ersten Methoden zur Synthese von Rimantadin, welches 1963 von William W. Prichard von Du Pont & Co entdeckt wurde. Am 6. Februar 2009 wurde Polis mit dem WIPO-Preis für herausragende Erfinder ausgezeichnet. Er starb am 12. April 2011 im Alter von 72 Jahren in Riga.